# Дифамация
Дифамацията (на латински: diffamatio (разгласяване), разпространение на сплетня; скверност») е лъжлив слух посредством който се оклеветява лице или се накърнява репутацията на организация, лъжлива мълва. 
Разликата спрямо клеветата е в това, че срещу оклеветяването потърпевшия може да се защити в съда, докато срещу дифамацията това е обективно невъзможно, понеже е налице на практика своеобразно изстрелян медиен информационен коктейл от неверна, изкривена и манипулирана информация спрямо потърпевшия от дифамация. Дифамацията засяга честта, достойнството и доброто име, т.е. репутацията на лице или организация.
Защитата и противодействието срещу дифамация е много трудно, понеже по съществото си налага ограничителен режим върху средствата за масово осведомяване, а това de jure е недопустимо, а и по съществото си дифамационните обществени отношения се регламентират от правилата на журналистическата етика, които имат препоръчителен характер. Обичайно на засегнатия/засегнатите лица или организации се дава право на отговор в медията разпространила или причинила дифамация, като се разчита на доброволното спазване на медийната етика и култура на общуването.  
Исторически, в Европа през 19 век, на дифамацията се е гледало като на частноправен случай на престъпление против свободата на печата. Юридически се разграничават три вида дифамация:
1. умишлено разпространение на невярна информация;
2. неумишлено разпространение на невярна информация под формата на слух;
3. разпространение на достоверна информация опозоряваща лице или организация.

По принцип само първата форма от тези три вида дифамация подлежи на юридическа отговорност, понеже другите влизат в противоречие със свободата на словото, мисълта и съвестта, т.е. могат да се приемат като налагане на цензура.
Действащият към 2013 г. български наказателен кодекс, приет през 1968 г., не разглежда дифамацията като самостоятелен състав на престъпление, в отлика от обидата и клеветата.